# بلگین دوروک
بلگین دوروک (انگلیسی: Belgin Doruk; ۲۸ ژوئن ۱۹۳۶ – ۲۶ مارس ۱۹۹۵) بازیگر اهل ترکیه بود.